# A Monet család argenteuil-i kertjében
A Monet család argenteuil-i kertjében Édouard Manet festménye, amely a New York-i Metropolitan Művészeti Múzeum gyűjteményének része.
1874 július-augusztusában Manet családja gennevilliers-i házában nyaralt. Szemben a településsel, a Szajna túlsó felén található Argenteuil, ahol Claude Monet lakott. A két festő gyakran találkozott azon a nyáron, és számos alkalommal csatlakozott hozzájuk Pierre-Auguste Renoir is. A Monet család argenteuil-i kertjében című képen a virágokkal foglalatoskodó Monet, felesége, Camille és fiuk, Jean látható.
Míg Manet a képet készítette, Monet őt örökítette meg. Erről a képről nem tudni, hogy hol van. Miközben a két festő dolgozott, megérkezett Renoir, aki vásznat, ecsetet és festéket kért kölcsön, és Manet mellé állva Monet feleségét és fiát festette meg. A Monet asszony és fia a washingtoni National Gallery of Artban látható.